# Olympische Sommerspiele 2008/Leichtathletik – 100 m (Frauen)

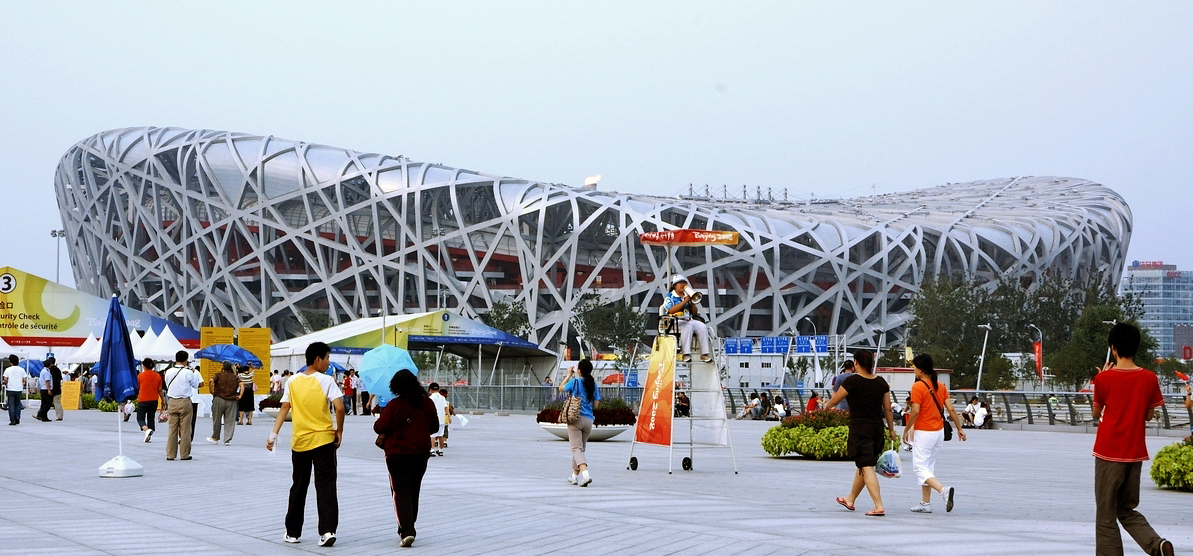
Das Vogelnest – Olympiastadion von Peking

Der 100-Meter-Lauf der Frauen bei den Olympischen Spielen 2008 in Peking wurde am 16. und 17. August 2008 im Nationalstadion ausgetragen. 85 Athletinnen nahmen daran teil.
Es gab einen Dreifacherfolg für Jamaika. Olympiasiegerin wurde Shelly-Ann Fraser. Den zweiten Platz belegten gemeinsam Sherone Simpson und Kerron Stewart. So wurden zwei Silbermedaillen und keine Bronzemedaille vergeben.

## Aktuelle Titelträgerinnen
| Olympiasiegerin 2004                      | Julija Neszjarenka ( Belarus)           | 10,93 s | Athen 2004          |
| Weltmeisterin 2007                        | Veronica Campbell ( Jamaika)            | 11,01 s | Ōsaka 2007          |
| Europameisterin 2006                      | Kim Gevaert ( Belgien)                  | 11,06 s | Göteborg 2006       |
| Panamerikanischer Meisterin 2007          | Mikele Barber ( USA)                    | 11,02 s | Rio de Janeiro 2007 |
| Zentralamerika und Karibik-Meisterin 2008 | Chandra Sturrup ( Bahamas)              | 11,20 s | Cali 2008           |
| Südamerika-Meisterin 2007                 | Lucimar Aparecida de Moura ( Brasilien) | 11,20 s | São Paulo 2007      |
| Asienmeisterin 2007                       | Susanthika Jayasinghe ( Sri Lanka)      | 11,16 s | Amman 2007          |
| Afrikameisterin 2008                      | Oludamola Osayomi ( Nigeria)            | 11,22 s | Addis Abeba 2008    |
| Ozeanienmeisterin 2008                    | Iowane Dovumatua ( Papua-Neuguinea)     | 11,66 s | Saipan 2008         |

## Rekorde

### Bestehende Rekorde
| Weltrekord         | 10,49 s | Florence Griffith-Joyner ( USA) | Indianapolis, USA                | 16. Juli 1988      |
| Olympischer Rekord | 10,62 s | Florence Griffith-Joyner ( USA) | Viertelfinale OS Seoul, Südkorea | 24. September 1988 |

Der bestehende olympische Rekord wurde bei diesen Spielen nicht erreicht. Die schnellste Zeit erzielte die jamaikanische Olympiasiegerin Shelly-Ann Fraser mit 10,78 s im Finale am 17. August bei Windstille. Den olympischen Rekord verfehlte sie dabei um sechzehn Hundertstelsekunden. Zum Weltrekord fehlten ihr 29 Hundertstelsekunden.

### Rekordverbesserungen
Es wurden vier Landesrekorde aufgestellt:
- 14,05 s – Asenate Manoa (Tuvalu), zweiter Vorlauf am 16. August bei einem Gegenwind von 0,6 m/s
- 13,07 s – Gharid Ghrouf (Palästina), dritter Vorlauf am 16. August bei einem Gegenwind von 0,2 m/s
- 13,60 s – Waseelah Saad (Mikronesien), neunter Vorlauf am 16. August bei einem Gegenwind von 0,6 m/s
- 11,32 s – Ezinne Okparaebo (Norwegen), dritter Vorlauf am 16. August bei Windstille

## Vorrunde
Es fanden zehn Vorläufe statt. Die jeweils drei ersten eines jeden Laufs (hellblau unterlegt) sowie die zehn zeitschnellsten Athletinnen (hellgrün unterlegt) qualifizierten sich für die Viertelfinals.

### Vorlauf 1
16. August 2008, 10:50 Uhr
Wind: −0,8 m/s
| Platz | Name                | Nation              | Zeit    |
| ----- | ------------------- | ------------------- | ------- |
| 1     | Torri Edwards       | USA                 | 11,26 s |
| 2     | Jeanette Kwakye     | Großbritannien      | 11,30 s |
| 3     | Myriam Léonie Mani  | Kamerun             | 11,64 s |
| 4     | Inna Eftimowa       | Bulgarien           | 11,67 s |
| 5     | Wang Jing           | Volksrepublik China | 11,87 s |
| 6     | Ani Chatschikjan    | Armenien            | 12,76 s |
| 7     | Ivana Rožman        | Mazedonien          | 12,92 s |
| 8     | Peoria Koshiba      | Palau               | 13,18 s |
| 9     | Buthaina al-Yaqoubi | Oman                | 13,90 s |

### Vorlauf 2

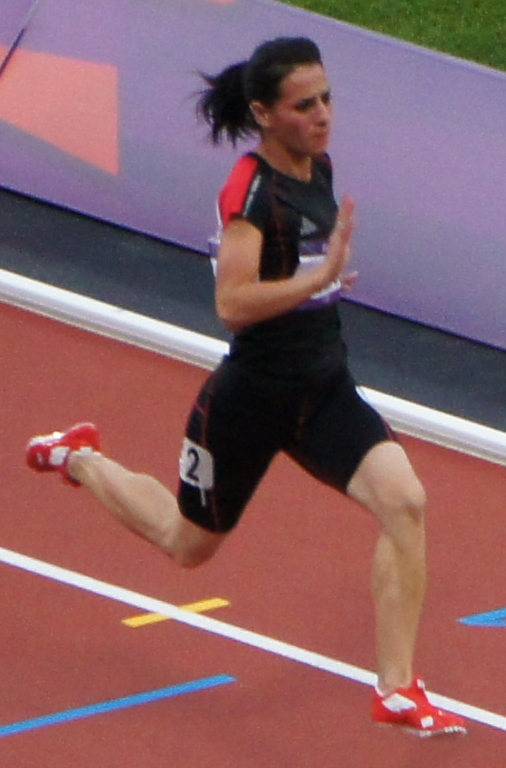
Dana Hussein Abdulrazak – ausgeschieden als Sechste des zweiten Vorlaufs

16. August 2008, 10:57 Uhr
Wind: −0,6 m/s
| Platz | Name                       | Nation                   | Zeit    | Anmerkung |
| ----- | -------------------------- | ------------------------ | ------- | --------- |
| 1     | Christine Arron            | Frankreich               | 11,37 s |           |
| 2     | Lauryn Williams            | USA                      | 11,38 s |           |
| 3     | Tahesia Harrigan           | Britische Jungferninseln | 11,46 s |           |
| 4     | Lucimar Aparecida de Moura | Brasilien                | 11,60 s |           |
| 5     | Sherry Fletcher            | Grenada                  | 11,65 s |           |
| 6     | Dana Hussein Abdulrazak    | Irak                     | 12,36 s | PB        |
| 7     | Sadaf Siddiqui             | Pakistan                 | 12,41 s |           |
| 8     | Asenate Manoa              | Tuvalu                   | 14,05 s | NR        |

### Vorlauf 3
16. August 2008, 11:04 Uhr
Wind: −0,2 m/s
| Platz | Name             | Nation              | Zeit    | Anmerkung |
| ----- | ---------------- | ------------------- | ------- | --------- |
| 1     | Muna Lee         | USA                 | 11,33 s |           |
| 2     | Anita Pistone    | Italien             | 11,43 s |           |
| 3     | Goʻzal Xubbiyeva | Usbekistan          | 11,44 s |           |
| 4     | Virgil Hodge     | St. Kitts und Nevis | 11,48 s |           |
| 5     | Natalia Rusakowa | Russland            | 11,61 s |           |
| 6     | Wan Kin Yee      | Hongkong            | 12,37 s |           |
| 7     | Gharid Ghrouf    | Palästina           | 13,07 s | NR        |
| 8     | Elis Lapenmal    | Vanuatu             | 13,31 s |           |
| 9     | Bounkou Camara   | Mauretanien         | 13,69 s |           |

### Vorlauf 4
16. August 2008, 11:11 Uhr
Wind: −0,4 m/s
| Platz | Name                     | Nation              | Zeit    | Anmerkung |
| ----- | ------------------------ | ------------------- | ------- | --------- |
| 1     | Chandra Sturrup          | Bahamas             | 11,30 s |           |
| 2     | Kelly-Ann Baptiste       | Trinidad und Tobago | 11,39 s |           |
| 3     | Lina Grinčikaitė-Samuolė | Litauen             | 11,43 s |           |
| 4     | Semoy Hackett            | Trinidad und Tobago | 11,53 s |           |
| 5     | Amandine Allou Affoué    | Elfenbeinküste      | 11,75 s |           |
| 6     | Valentina Nazarova       | Turkmenistan        | 11,94 s |           |
| 7     | Titlinda Sou             | Kambodscha          | 12,98 s | PB        |
| 8     | Fathia Ali Bouraleh      | Dschibuti           | 14,29 s |           |

### Vorlauf 5

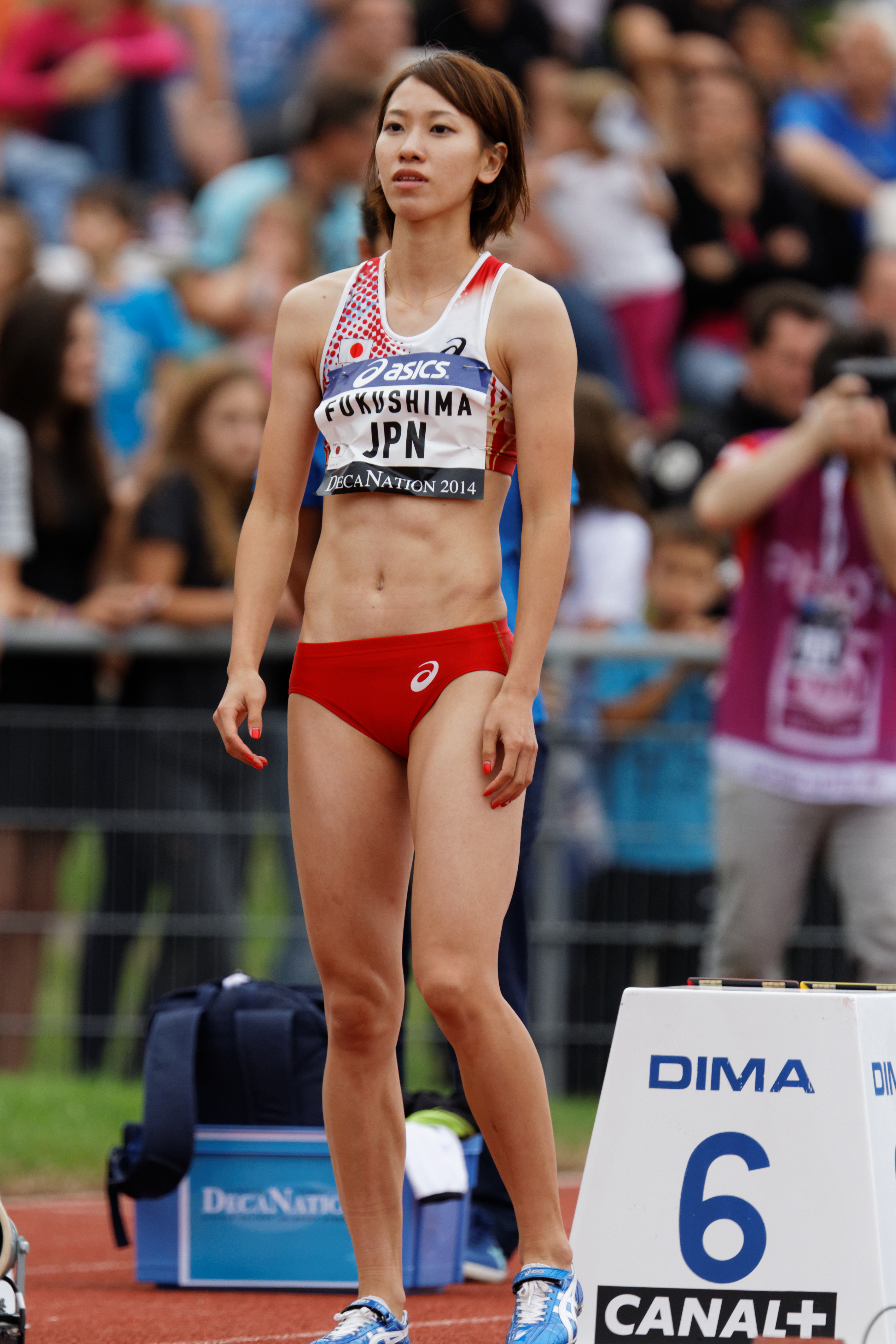
Chisato Fukushima – ausgeschieden als Fünfte des fünften Vorlaufs

16. August 2008, 11:18 Uhr
Wind: −1,4 m/s
| Platz | Name               | Nation              | Zeit    | Anmerkung |
| ----- | ------------------ | ------------------- | ------- | --------- |
| 1     | Kim Gevaert        | Belgien             | 11,33 s |           |
| 2     | Julija Neszjarenka | Belarus             | 11,40 s |           |
| 3     | Vũ Thị Hương       | Vietnam             | 11,65 s |           |
| 4     | Halimat Ismaila    | Nigeria             | 11,72 s |           |
| 5     | Chisato Fukushima  | Japan               | 11,74 s |           |
| 6     | Sonia Williams     | Antigua und Barbuda | 12,04 s |           |
| 7     | Cora Alicto        | Guam                | 13,31 s | PB        |
| 8     | Robina Muqimyar    | Afghanistan         | 14,80 s |           |

### Vorlauf 6
16. August 2008, 11:25 Uhr
Wind: −0,9 m/s
| Platz | Name                       | Nation         | Zeit    | Anmerkung |
| ----- | -------------------------- | -------------- | ------- | --------- |
| 1     | Shelly-Ann Fraser          | Jamaika        | 11,35 s |           |
| 2     | Vida Anim                  | Ghana          | 11,47 s |           |
| 3     | Ruddy Zang Milama          | Gabun          | 11,62 s |           |
| 4     | Laura Turner               | Großbritannien | 11,65 s |           |
| 5     | Nirinaharifidy Ramilijaona | Madagaskar     | 12,07 s |           |
| 6     | Timicka Clarke             | Bahamas        | 12,16 s |           |
| 7     | Montserrat Pujol           | Andorra        | 12,73 s |           |
| 8     | Jessica Aguilera           | Nicaragua      | 13,15 s |           |
| 9     | Pauline Kwalea             | Salomonen      | 13,28 s | PB        |

### Vorlauf 7

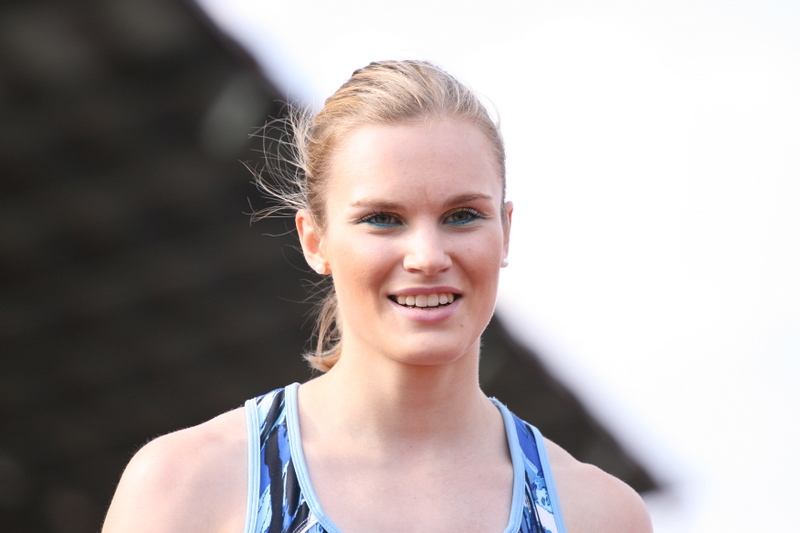
Pia Tajnikar – ausgeschieden als Fünfte des siebten Vorlaufs
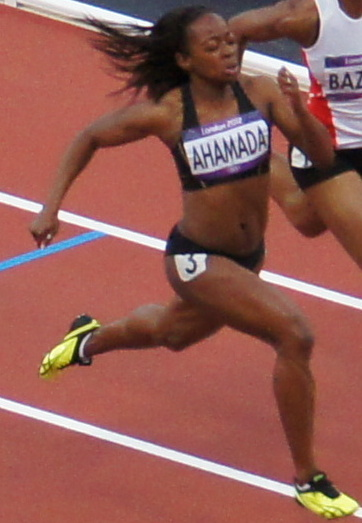
Feta Ahamada – ausgeschieden als Sechste des siebten Vorlaufs

16. August 2008, 11:32 Uhr
Wind: −0,5 m/s
| Platz | Name                | Nation         | Zeit    | Anmerkung |
| ----- | ------------------- | -------------- | ------- | --------- |
| 1     | Iwet Lalowa         | Bulgarien      | 11,33 s |           |
| 2     | Montell Douglas     | Großbritannien | 11,36 s |           |
| 3     | Virgen Benavides    | Kuba           | 11,45 s |           |
| 4     | Ene Franca Idoko    | Nigeria        | 11,61 s |           |
| 5     | Pia Tajnikar        | Slowenien      | 11,82 s |           |
| 6     | Feta Ahamada        | Komoren        | 11,88 s |           |
| 7     | Fatou Tiyana        | Gambia         | 12,25 s | PB        |
| 8     | Beauty Nazmun Nahar | Bangladesch    | 12,52 s |           |

### Vorlauf 8
16. August 2008, 11:39 Uhr
Wind: +1,1 m/s
| Platz | Name                         | Nation              | Zeit    | Anmerkung |
| ----- | ---------------------------- | ------------------- | ------- | --------- |
| 1     | Oludamola Osayomi            | Nigeria             | 11,13 s |           |
| 2     | Debbie Ferguson-McKenzie     | Bahamas             | 11,17 s |           |
| 3     | Daria Korczyńska             | Polen               | 11,22 s | PB        |
| 4     | Yomara Hinestroza            | Kolumbien           | 11,39 s |           |
| 5     | Sasha Springer-Jones         | Trinidad und Tobago | 11,55 s |           |
| 6     | Mae Koime                    | Papua-Neuguinea     | 11,68 s |           |
| 7     | Hinikissia Albertine Ndikert | Tschad              | 12,55 s |           |
| 8     | Franka Magali                | Republik Kongo      | 12,57 s | PB        |

### Vorlauf 9

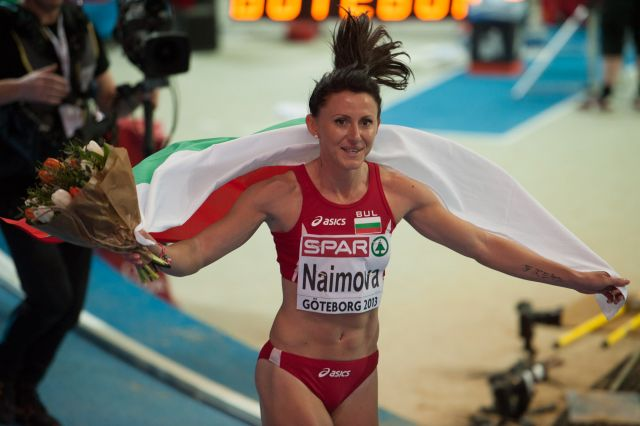
Tesdschan Naimowa – ausgeschieden
als Fünfte des neunten Vorlaufs

16. August 2008, 11:46 Uhr
Wind: −0,6 m/s
| Platz | Name                   | Nation                             | Zeit    | Anmerkung |
| ----- | ---------------------- | ---------------------------------- | ------- | --------- |
| 1     | Jewgenija Poljakowa    | Russland                           | 11,24 s |           |
| 2     | Jade Bailey            | Barbados                           | 11,46 s |           |
| 3     | Sherone Simpson        | Jamaika                            | 11,48 s |           |
| 4     | Natalija Pohrebnjak    | Ukraine                            | 11,60 s |           |
| 5     | Tesdschan Naimowa      | Bulgarien                          | 11,70 s |           |
| 6     | Jutamass Tawoncharoen  | Thailand                           | 11,82 s |           |
| 7     | Waseelah Saad          | Jemen                              | 13,60 s | NR        |
| 8     | Maria Ikelap           | Föderierte Staaten von Mikronesien | 13,73 s |           |
| 9     | Philaylack Sackpaseuth | Laos                               | 13,86 s |           |

### Vorlauf 10
16. August 2008, 11:53 Uhr
Wind: ±0,0 m/s
| Platz | Name                   | Nation                       | Zeit    | Anmerkung |
| ----- | ---------------------- | ---------------------------- | ------- | --------- |
| 1     | Kerron Stewart         | Jamaika                      | 11,28 s |           |
| 2     | Ezinne Okparaebo       | Norwegen                     | 11,32 s | NR        |
| 3     | LaVerne Jones-Ferrette | Amerikanische Jungferninseln | 11,41 s |           |
| 4     | Barbara Pierre         | Haiti                        | 11,52 s |           |
| 5     | Natalya Murinovich     | Russland                     | 11,55 s |           |
| 6     | Charlene Attard        | Malta                        | 12,20 s |           |
| 7     | Michaela Kargbo        | Sierra Leone                 | 12,54 s |           |
| 8     | Milena Milašević       | Montenegro                   | 12,65 s |           |
| 9     | Chandra Kala Thapa     | Nepal                        | 13,13 s |           |

## Viertelfinale
Die jeweils drei ersten eines jeden Laufs (hellblau unterlegt) sowie die folgende zeitschnellste Läuferin (hellgrün unterlegt) qualifizierten sich für die Halbfinals.

### Lauf 1

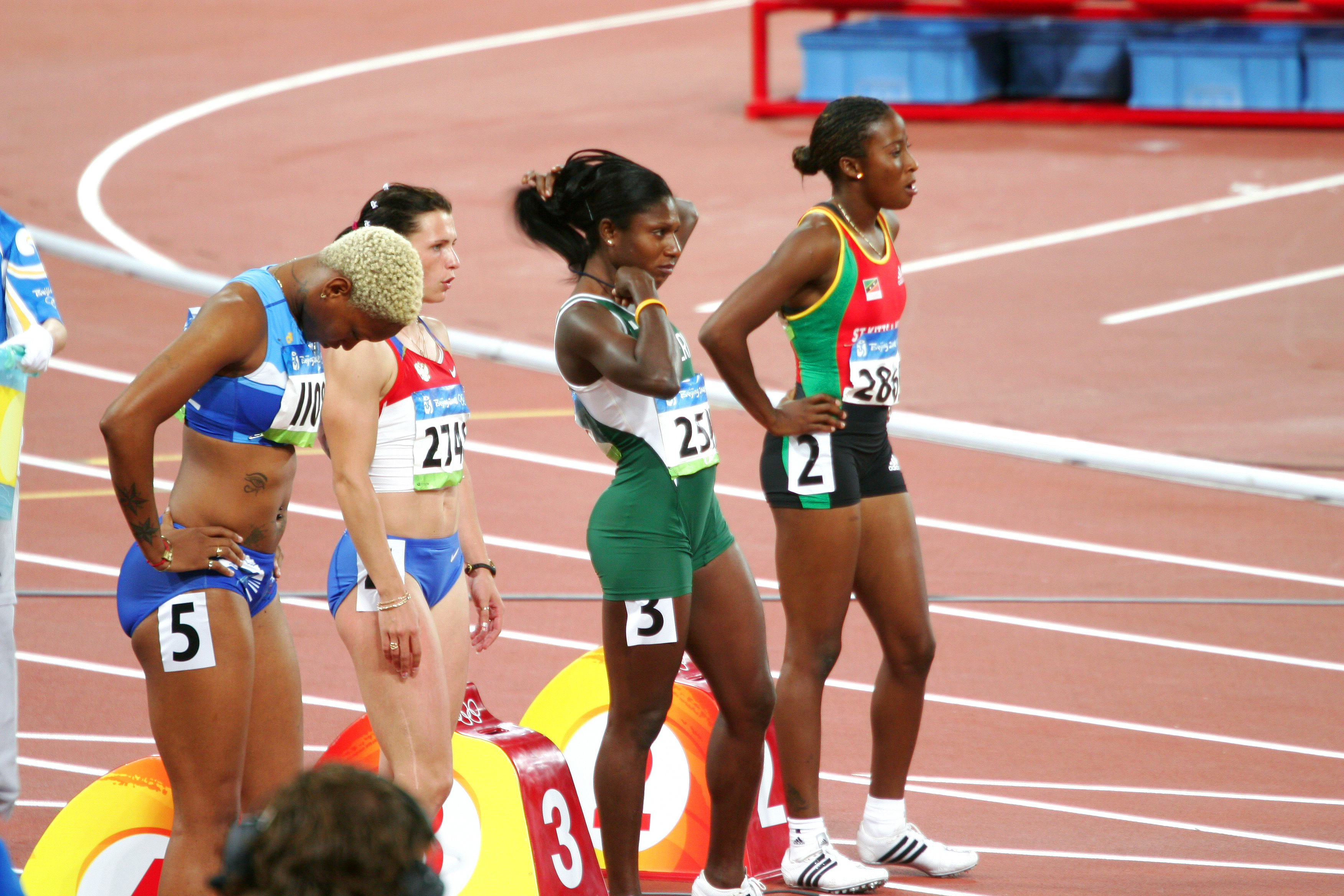
Erstes Viertelfinale (v. l. n. r.):
Jade Bailey, Jewgenija Poljakowa, Ene Franca Idoko, Virgil Hodge

16. August 2008, 20:35 Uhr
Wind: +0,1 m/s
| Platz | Name                   | Nation                       | Zeit    |
| ----- | ---------------------- | ---------------------------- | ------- |
| 1     | Shelly-Ann Fraser      | Jamaika                      | 11,06 s |
| 2     | Jewgenija Poljakowa    | Russland                     | 11,13 s |
| 3     | Jeanette Kwakye        | Großbritannien               | 11,18 s |
| 4     | Virgil Hodge           | St. Kitts und Nevis          | 11,45 s |
| 5     | LaVerne Jones-Ferrette | Amerikanische Jungferninseln | 11,55 s |
| 6     | Myriam Léonie Mani     | Kamerun                      | 11,65 s |
| 7     | Ene Franca Idoko       | Nigeria                      | 11,66 s |
| 8     | Jade Bailey            | Barbados                     | 11,67 s |

### Lauf 2

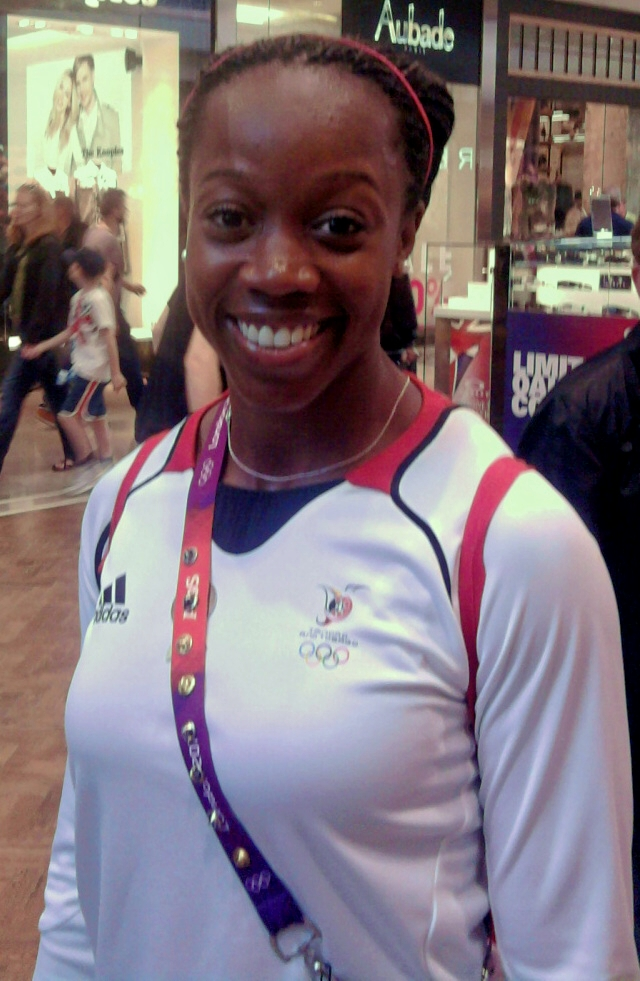
Kelly-Ann Baptiste – ausgeschieden als Sechste des zweiten Vorlaufs
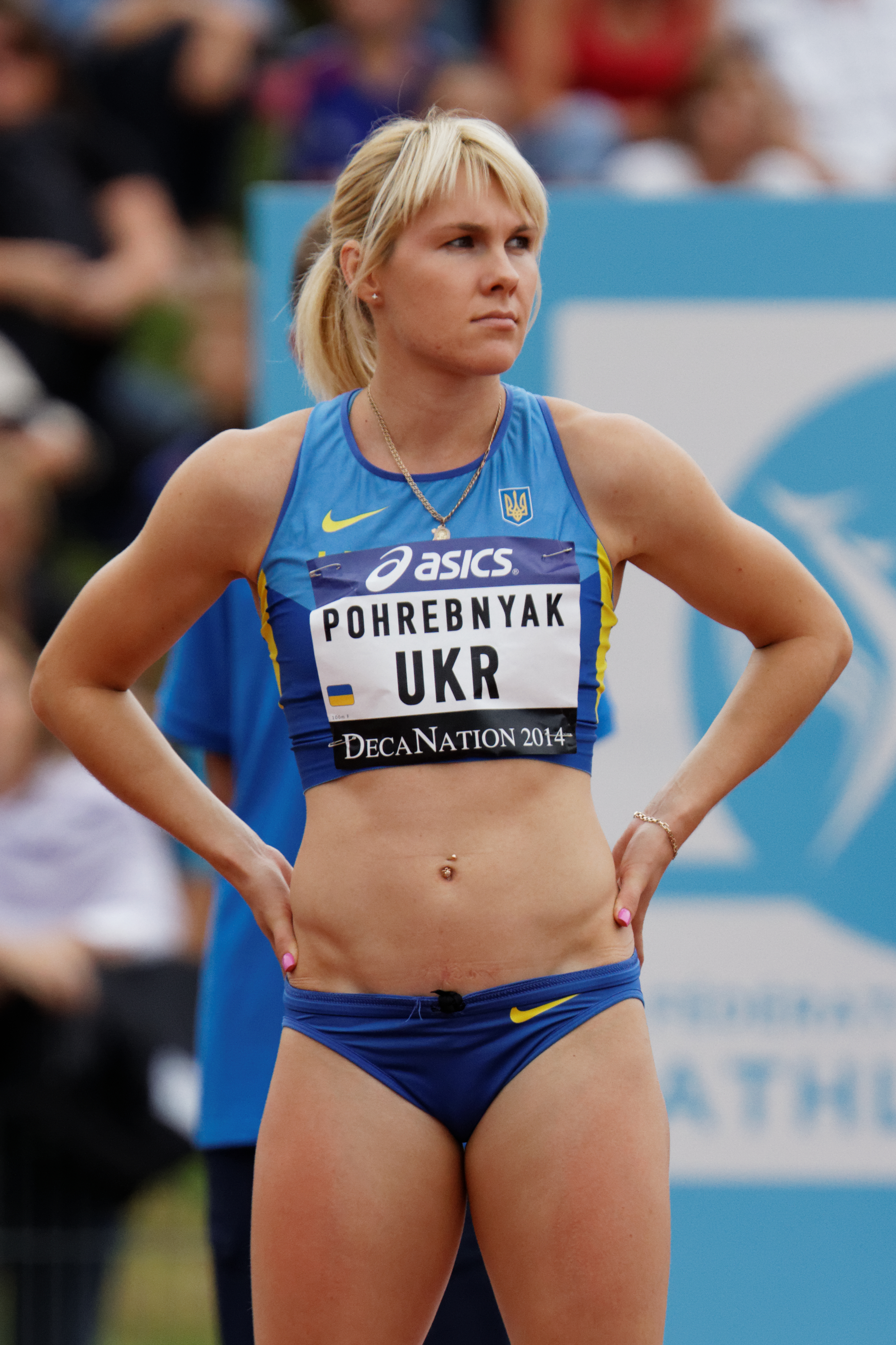
Natalija Pohrebnjak – ausgeschieden als Achte des zweiten Vorlaufs

16. August 2008, 20:42 Uhr
Wind: +0,1 m/s
| Platz | Name                | Nation              | Zeit    |
| ----- | ------------------- | ------------------- | ------- |
| 1     | Sherone Simpson     | Jamaika             | 11,02 s |
| 2     | Muna Lee            | USA                 | 11,08 s |
| 3     | Chandra Sturrup     | Bahamas             | 11,16 s |
| 4     | Montell Douglas     | Großbritannien      | 11,38 s |
| 5     | Virgen Benavides    | Kuba                | 11,40 s |
| 6     | Kelly-Ann Baptiste  | Trinidad und Tobago | 11,42 s |
| 7     | Natalya Murinovich  | Russland            | 11,51 s |
| 8     | Natalija Pohrebnjak | Ukraine             | 11,53 s |

### Lauf 3

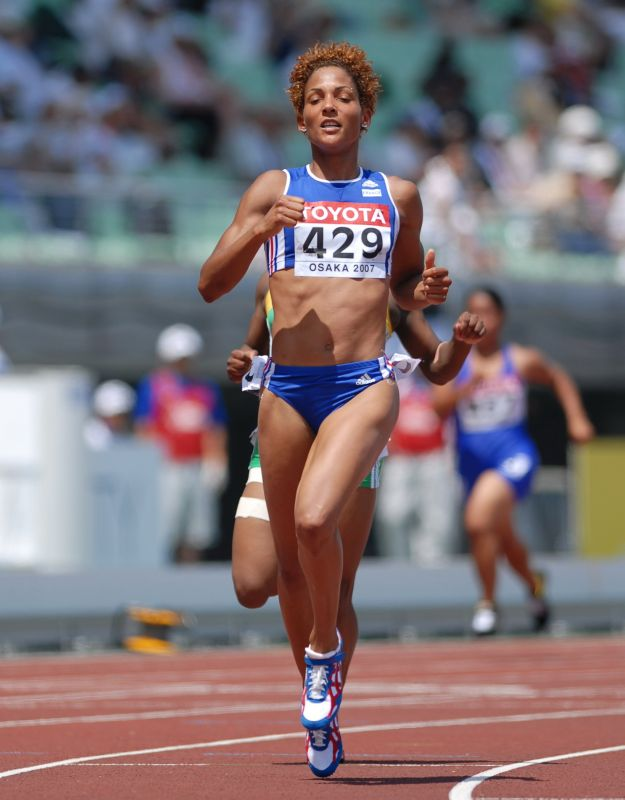
Christine Arron – ausgeschieden als Vierte des dritten Viertelfinals
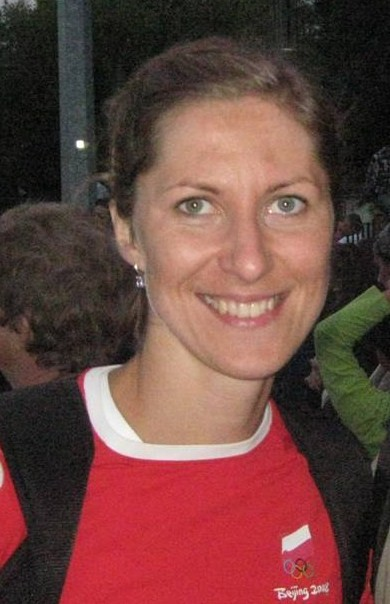
Daria Korczyńska – ausgeschieden als Fünfte des dritten Viertelfinals
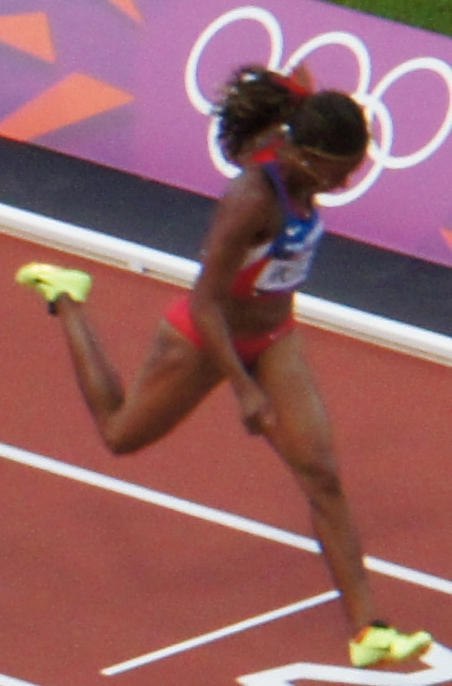
Yomara Hinestroza – ausgeschieden als Siebte des dritten Viertelfinals

16. August 2008, 20:49 Uhr
Wind: +0,1 m/s
| Platz | Name                     | Nation     | Zeit    |
| ----- | ------------------------ | ---------- | ------- |
| 1     | Debbie Ferguson-McKenzie | Bahamas    | 11,21 s |
| 2     | Oludamola Osayomi        | Nigeria    | 11,28 s |
| 3     | Vida Anim                | Ghana      | 11,32 s |
| 4     | Christine Arron          | Frankreich | 11,36 s |
| 5     | Daria Korczyńska         | Polen      | 11,41 s |
| 6     | Natalia Rusakowa         | Russland   | 11,49 s |
| 7     | Yomara Hinestroza        | Kolumbien  | 11,66 s |
| 8     | Vũ Thị Hương             | Vietnam    | 11,70 s |

### Lauf 4
16. August 2008, 20:56 Uhr
Wind: +0,4 m/s
| Platz | Name                       | Nation                   | Zeit    |
| ----- | -------------------------- | ------------------------ | ------- |
| 1     | Kerron Stewart             | Jamaika                  | 10,98 s |
| 2     | Lauryn Williams            | USA                      | 11,07 s |
| 3     | Kim Gevaert                | Belgien                  | 11,10 s |
| 4     | Julija Neszjarenka         | Belarus                  | 11,14 s |
| 5     | Tahesia Harrigan           | Britische Jungferninseln | 11,36 s |
| 6     | Semoy Hackett              | Trinidad und Tobago      | 11,46 s |
| 7     | Goʻzal Xubbiyeva           | Usbekistan               | 11,49 s |
| 8     | Lucimar Aparecida de Moura | Brasilien                | 11,67 s |

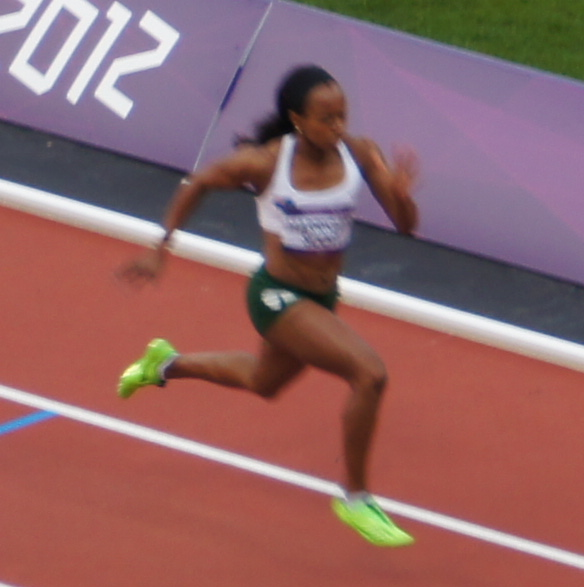
Tahesia Harrigan – ausgeschieden als Fünfte des vierten Viertelfinals

Weitere im vierten Viertelfinale ausgeschiedene Sprinterinnen:

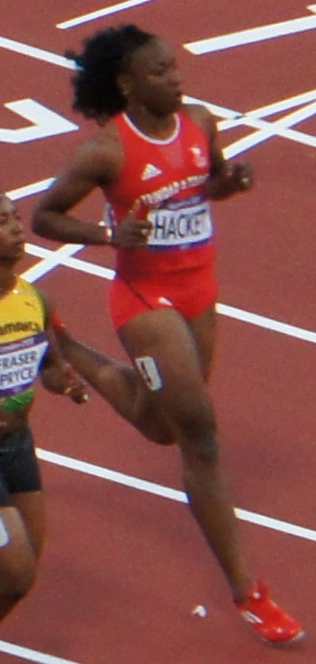
Semoy Hackett – Rang sechs
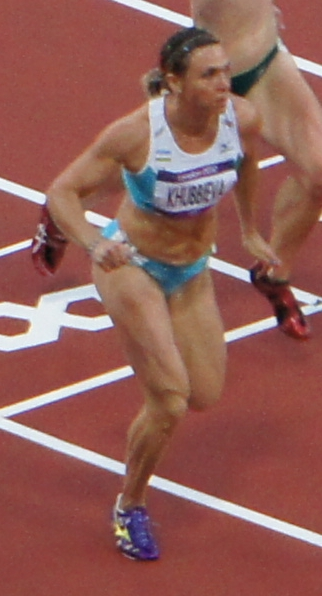
Goʻzal Xubbiyeva – Rang sieben
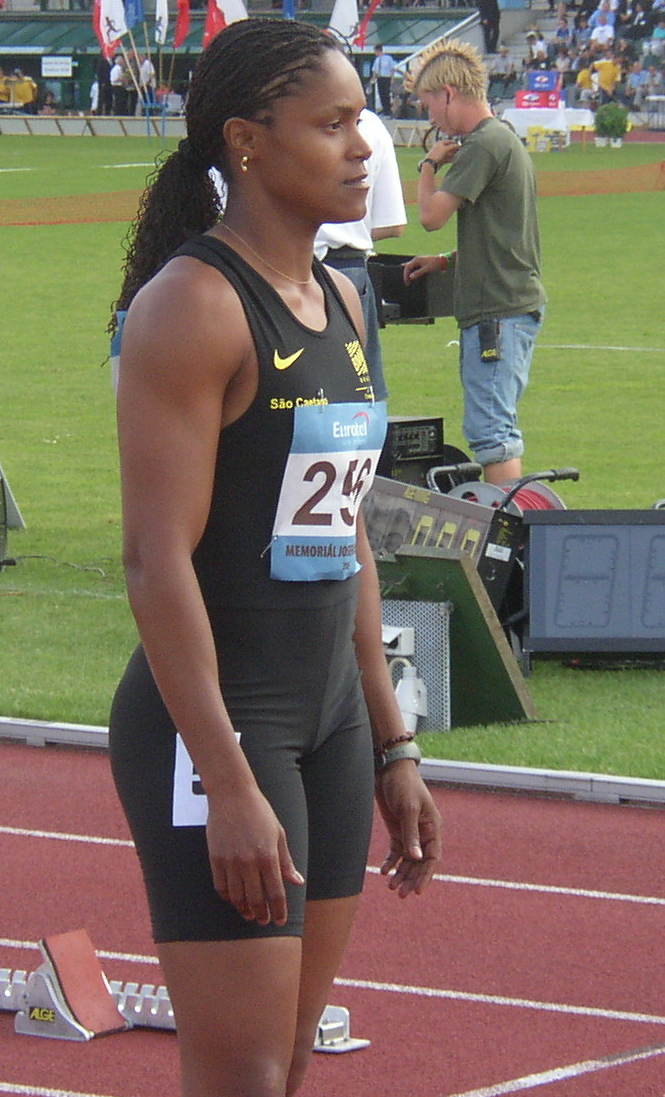
Lucimar Aparecida de Moura – Rang acht

### Lauf 5

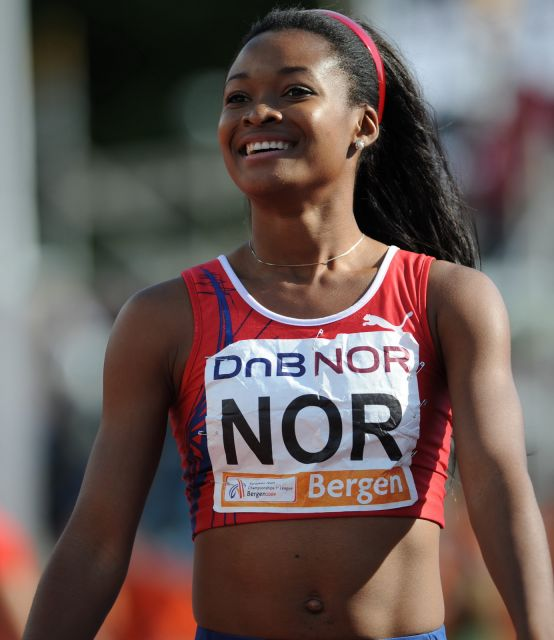
Ezinne Okparaebo – ausgeschieden als Vierte des fünften Viertelfinals
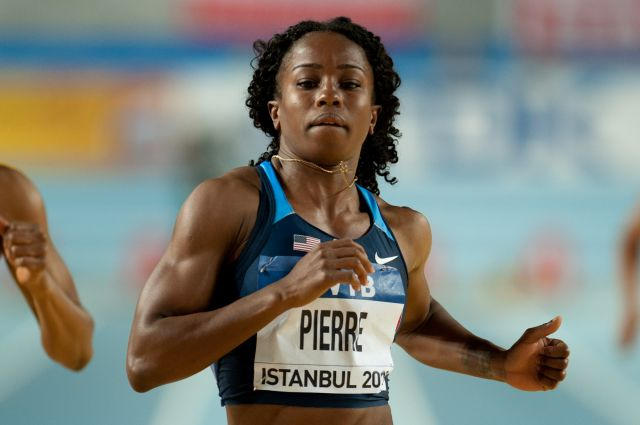
Barbara Pierre – ausgeschieden als Fünfte des fünften Viertelfinals
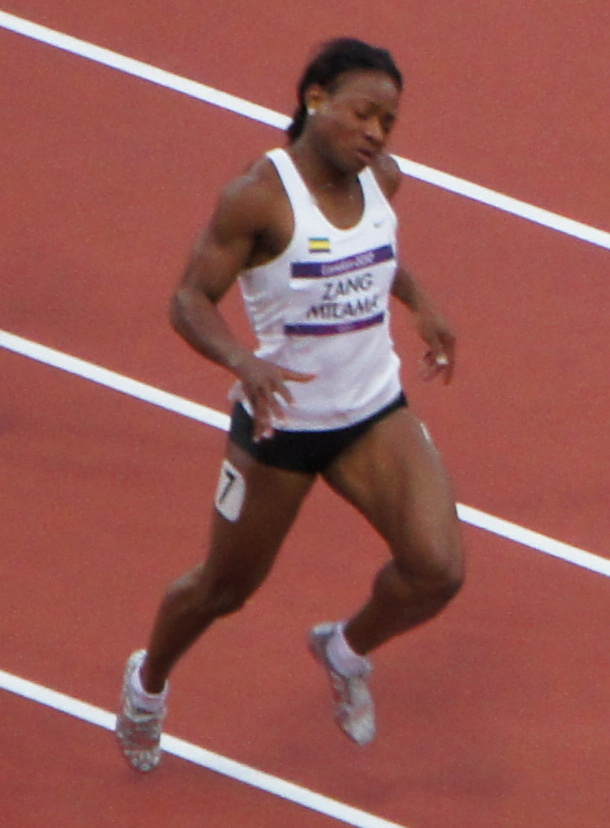
Ruddy Zang Milama – ausgeschieden als Siebte des fünften Viertelfinals

16. August 2008, 21:03 Uhr
Wind: +0,1 m/s
| Platz | Name                     | Nation              | Zeit    | Anmerkung |
| ----- | ------------------------ | ------------------- | ------- | --------- |
| 1     | Torri Edwards            | USA                 | 11,31 s |           |
| 2     | Lina Grinčikaitė-Samuolė | Litauen             | 11,33 s | PB        |
| 3     | Iwet Lalowa              | Bulgarien           | 11,40 s |           |
| 4     | Ezinne Okparaebo         | Norwegen            | 11,45 s |           |
| 5     | Barbara Pierre           | Haiti               | 11,56 s |           |
| 6     | Anita Pistone            | Italien             | 11,56 s |           |
| 7     | Ruddy Zang Milama        | Gabun               | 11,59 s |           |
| 8     | Sasha Springer-Jones     | Trinidad und Tobago | 11,71 s |           |

## Halbfinale
Aus den beiden Halbfinalläufen qualifizierten sich die jeweils ersten vier eines jeden Laufs (hellblau unterlegt) für das Finale.

### Lauf 1
17. August 2008, 19:45 Uhr
Wind: −0,7 m/s
| Platz | Name                     | Nation    | Zeit    |
| ----- | ------------------------ | --------- | ------- |
| 1     | Shelly-Ann Fraser        | Jamaika   | 11,00 s |
| 2     | Muna Lee                 | USA       | 11,06 s |
| 3     | Lauryn Williams          | USA       | 11,10 s |
| 4     | Sherone Simpson          | Jamaika   | 11,11 s |
| 5     | Chandra Sturrup          | Bahamas   | 11,22 s |
| 6     | Lina Grinčikaitė-Samuolė | Litauen   | 11,50 s |
| 7     | Iwet Lalowa              | Bulgarien | 11,51 s |
| 8     | Vida Anim                | Ghana     | 11,51 s |

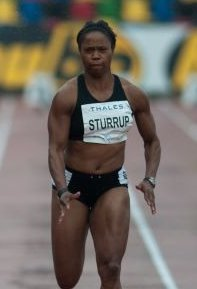
Chandra Sturrup – ausgeschieden als Fünfte des ersten Halbfinals

Weitere im ersten Halbfinale ausgeschiedene Sprinterinnen:

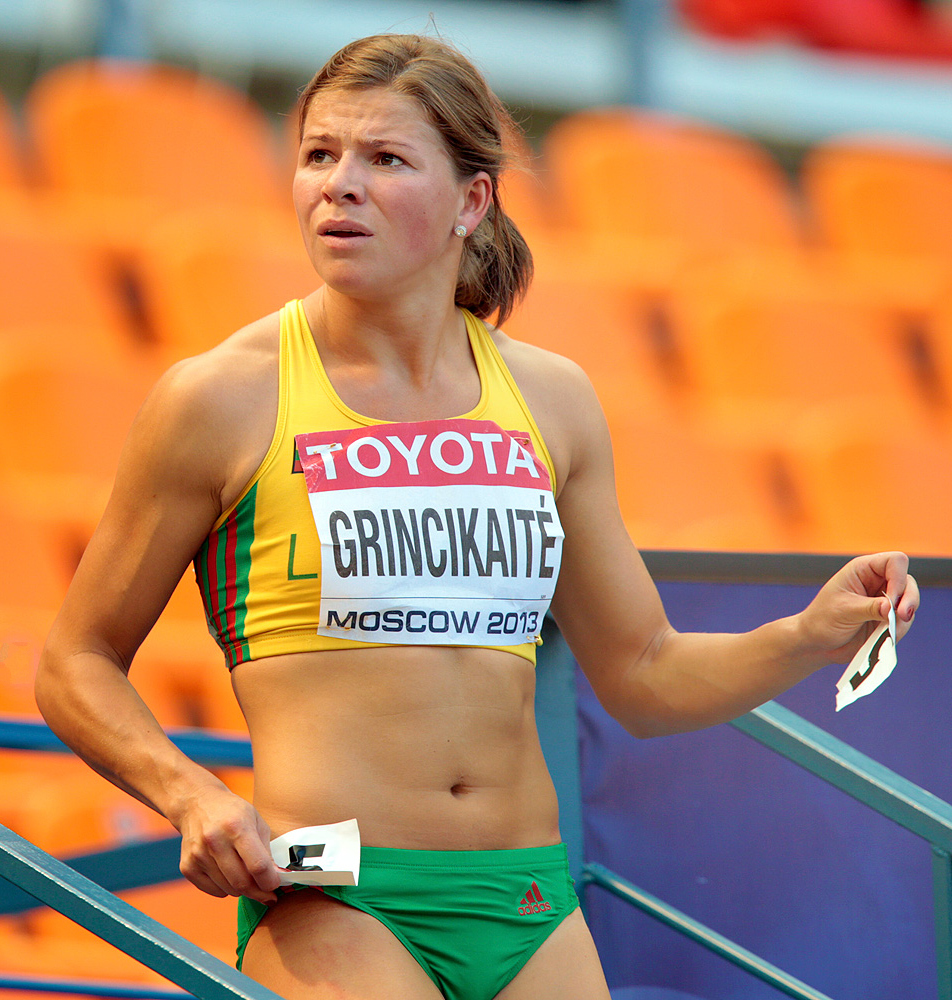
Lina Grinčikaitė-Samuolė – Rang sechs
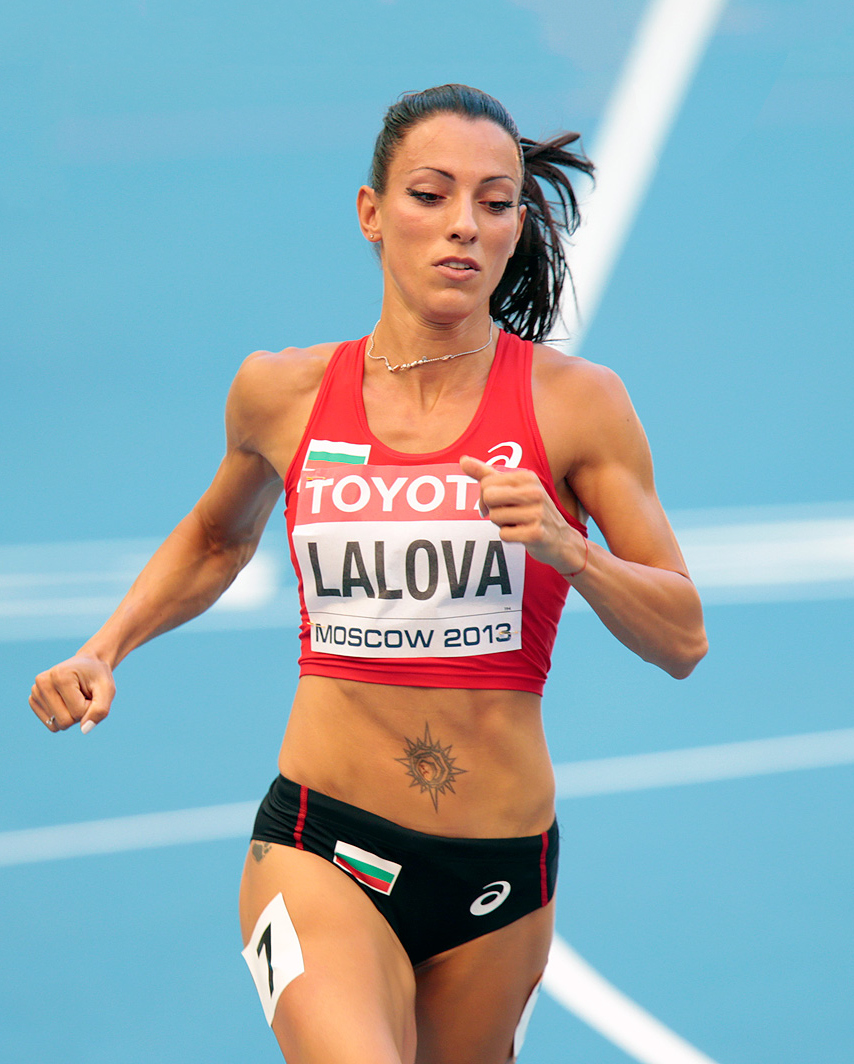
Iwet Lalowa – Rang sieben
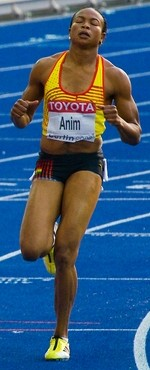
Vida Anim – Rang acht

### Lauf 2
17. August 2008, 19:53 Uhr
Wind: −0,2 m/s
| Platz | Name                     | Nation         | Zeit    |
| ----- | ------------------------ | -------------- | ------- |
| 1     | Kerron Stewart           | Jamaika        | 11,05 s |
| 2     | Torri Edwards            | USA            | 11,18 s |
| 3     | Jeanette Kwakye          | Großbritannien | 11,19 s |
| 4     | Debbie Ferguson-McKenzie | Bahamas        | 11,22 s |
| 5     | Julija Neszjarenka       | Belarus        | 11,26 s |
| 6     | Kim Gevaert              | Belgien        | 11,30 s |
| 7     | Jewgenija Poljakowa      | Russland       | 11,38 s |
| 8     | Oludamola Osayomi        | Nigeria        | 11,44 s |

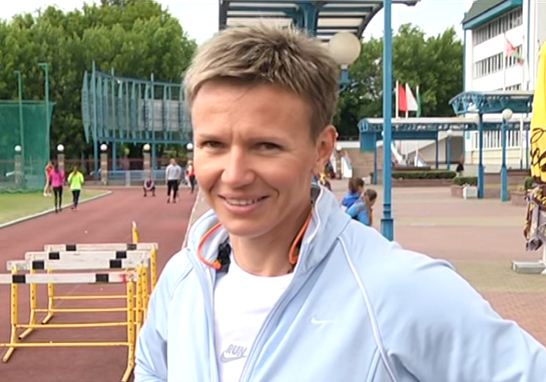
Julija Neszjarenka – Olympiasiegerin von 2004 – ausgeschieden als Fünfte des zweiten Halbfinals

Weitere im zweiten Halbfinale ausgeschiedene Sprinterinnen:

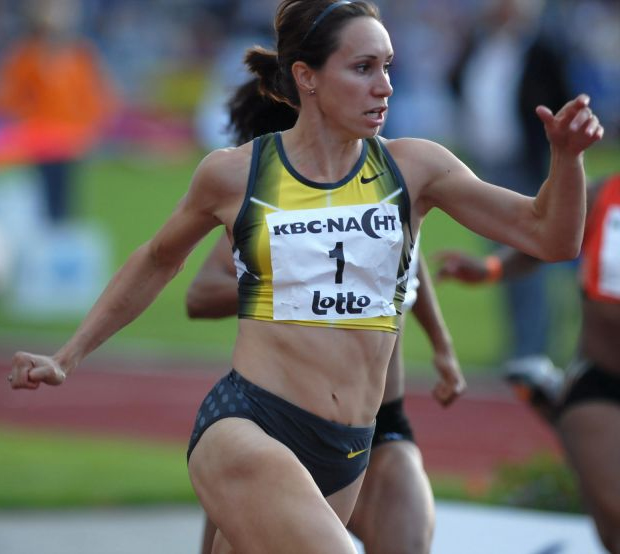
Kim Gevaert – Rang sechs
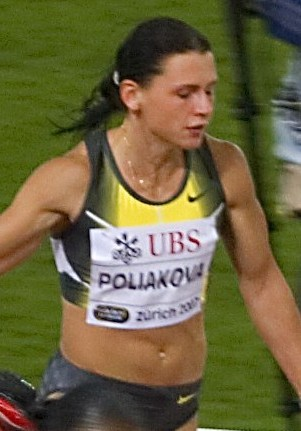
Jewgenija Poljakowa – Rang sieben
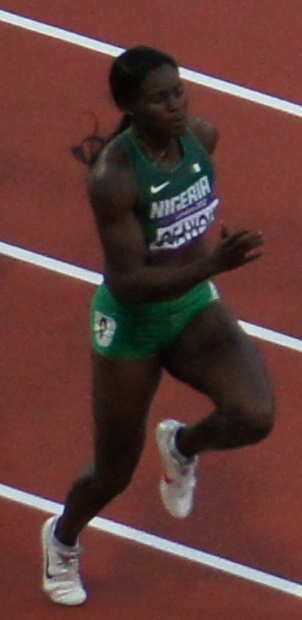
Oludamola Osayomi – Rang acht

## Finale
17. August 2008, 22:25 Uhr
Wind: ±0,0 m/s
| Platz | Name                     | Nation         | Zeit    |
| ----- | ------------------------ | -------------- | ------- |
| 1     | Shelly-Ann Fraser        | Jamaika        | 10,78 s |
| 2     | Sherone Simpson          | Jamaika        | 10,98 s |
| 2     | Kerron Stewart           | Jamaika        | 10,98 s |
| 4     | Lauryn Williams          | USA            | 11,03 s |
| 5     | Muna Lee                 | USA            | 11,07 s |
| 6     | Jeanette Kwakye          | Großbritannien | 11,14 s |
| 7     | Debbie Ferguson-McKenzie | Bahamas        | 11,19 s |
| 8     | Torri Edwards            | USA            | 11,20 s |

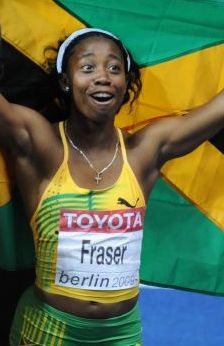
Shelly-Ann Fraser – Gold ging an die kleinste Läuferin im Finale

Im Finale standen sich je drei Jamaikanerinnen und US-Amerikanerinnen sowie je eine Sprinterin von den Bahamas und Großbritannien gegenüber.
Es stand ein Duell zwischen den Läuferinnen Jamaikas und den Vereinigten Staaten bevor. Aus beiden Nationen hatten jeweils alle drei angetretenen Athletinnen das Finale erreicht. In den Halbfinalläufen hatte es jeweils eine Siegerin aus Jamaika gegeben, vor allem Shelly-Ann Fraser war dabei mit ihrer Spritzigkeit und Lockerheit besonders aufgefallen. Die amtierende Weltmeisterin Veronica Campbell-Brown aus Jamaika war nicht mit im Rennen, sie konzentrierte sich auf den 200-Meter-Lauf und die 4-mal-100-Meter-Staffel. Von den US-Amerikanerinnen hatte in der Vorentscheidung Muna Lee den besten Eindruck gemacht, während Vizeweltmeisterin Lauryn Williams zwei Jamaikanerinnen den Vortritt hatte lassen müssen.
Von Beginn an lag Fraser, die kleinste Läuferin im Feld, an der Spitze. Sie ließ ihren Gegnerinnen auch in der Endphase keine Chance und gewann dieses Rennen mit deutlichem Vorsprung. Bei Streckenhälfte lag ihre Landsfrau Sherone Simpson noch knapp hinter ihr, mit etwas größerem Abstand folgten die dritte Jamaikanerin Kerron Stewart, Debbie Ferguson-McKenzie von den Bahamas und Williams. Auf der zweiten Streckenhälfte verlor Simpson etwas den Rhythmus, sodass die hinter liegenden Läuferinnen näher herankamen. Am Ende gewann Shelly-Ann Fraser in sehr guten 10,78 s. Platz zwei und damit die Silbermedaille musste geteilt werden: Sherone Simpson und Kerron Stewart lagen gleichauf genau zwei Zehntelsekunden hinter der Siegerin. Das Duell der beiden Nationen war eindeutig an Jamaika gegangen. Vierte wurde Lauryn Williams, die fünf Hundertstelsekunden nach den beiden Silbermedaillengewinnerinnen ins Ziel kam. Muna Lee belegte weitere vier Hundertstelsekunden zurück Rang fünf vor der überraschend starken Britin Jeanette Kwakye.
Shelly-Ann Fraser gewann die erste Goldmedaille für Jamaika im 100-Meter-Lauf der Frauen.

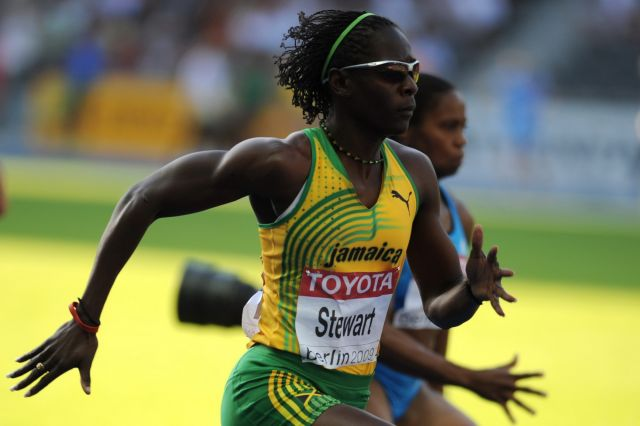
Kerron Stewart war eine der beiden Silbermedaillengewinnerinnen
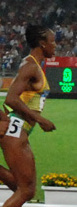
Die zweite Silbermedaillengewinnerin Sherone Stewart
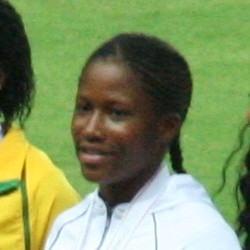
Die Olympiavierte Lauryn Williams
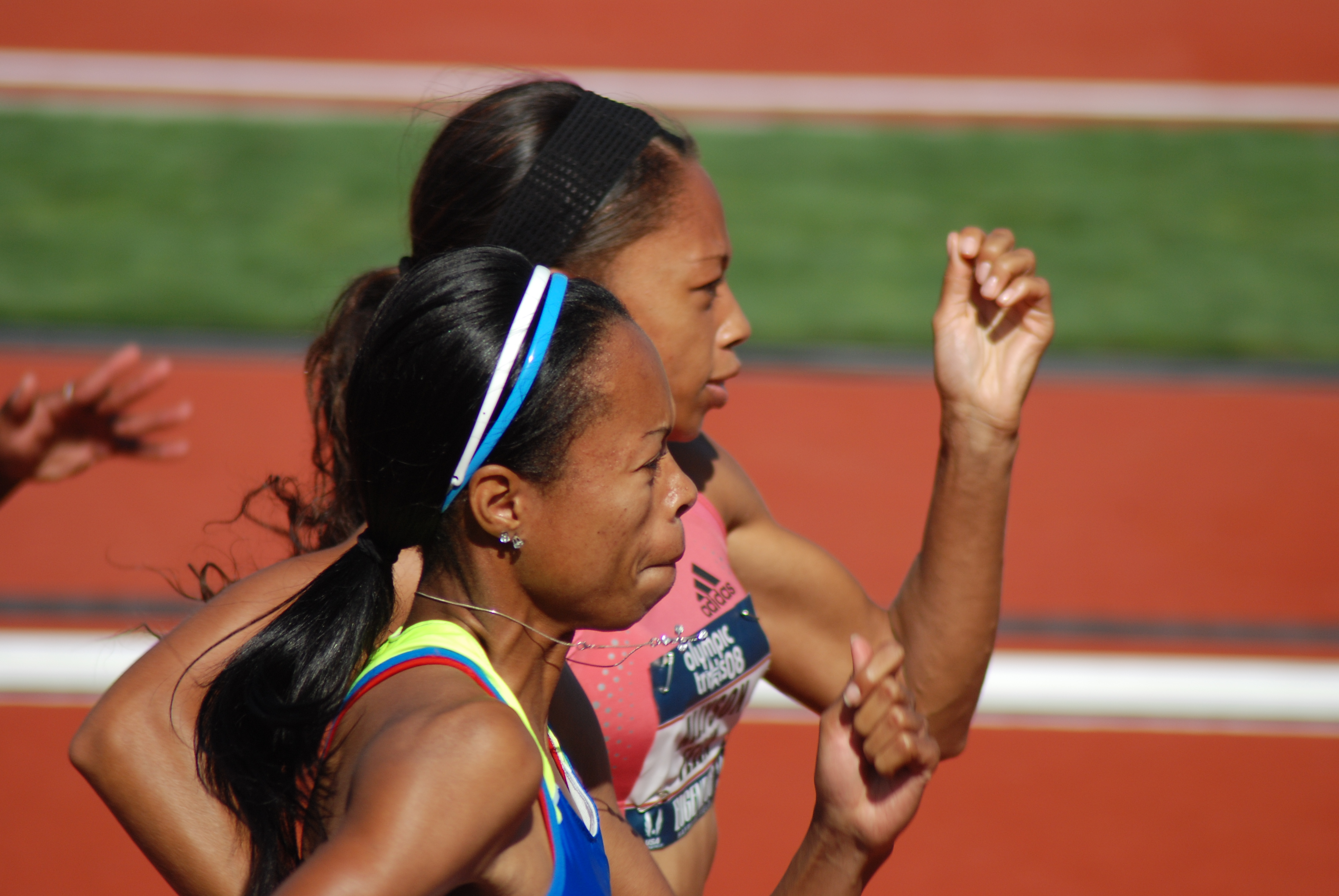
Muna Lee (im Vordergrund) erreichte Platz fünf

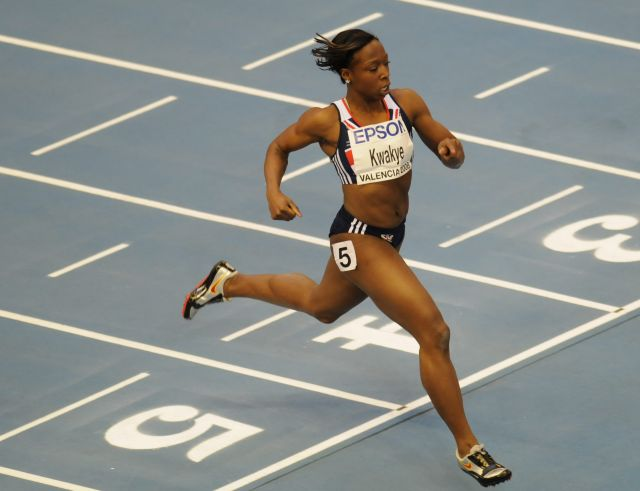
Jeanette Kwakye kam als beste Europäerin auf den sechsten Platz
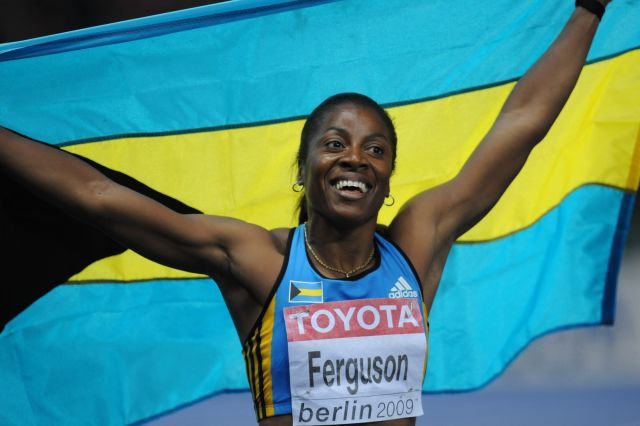
Debbie Ferguson-McKenzie wurde Olympiasiebte
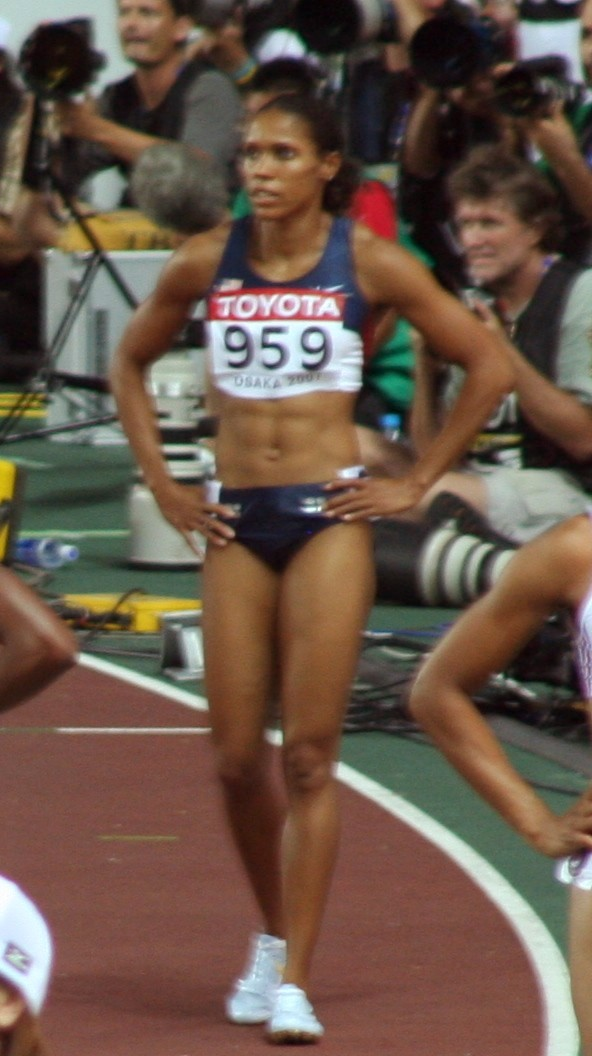
Torri Edwards belegte in diesem Finale den achten Platz

## Videolinks
- Shelly-Ann Fraser-Pryce 2008 Beijing Olympic 100m Final, youtube.com, abgerufen am 11. März 2022
- Athletics 100m Women - Final, youtube.com, abgerufen am 19. Juni 2018